# Rhopaea pilosa
Rhopaea pilosa är en skalbaggsart som beskrevs av Blackburn 1911. Rhopaea pilosa ingår i släktet Rhopaea och familjen Melolonthidae. Inga underarter finns listade i Catalogue of Life.